# Organoazidy

Azidová funkční skupina má dvě rezonanční struktury.

Organoazidy jsou organické sloučeniny obsahující azidové (N3) funkční skupiny. Vzhledem ke své nebezpečnosti (nejnebezpečnější jsou azidy s nízkými molárními hmotnostmi, které se proto nepoužívají) nemají výrazné využití, i když pro výzkum je jejich reaktivita zajímavá. V laboratořích slouží azidy jako prekurzory aminů. Využití rovněž nacházejí při Staudingerových ligacích. Tyto reakce bývají spolehlivé a jsou používány v kombinační chemii.

## Historie
Fenylazid (diazoamidobenzol) poprvé připravil Peter Griess v roce 1864 reakcí amoniaku s fenyldiazoniovou solí.
V 90. letech 19. století Theodor Curtius, objevitel kyseliny azidovodíkové (HN3), popsal přesmyk acylazidů na izokyanáty, později nazvaný Curtiusův přesmyk.
Rolf Huisgen popsal 1,3-dipolární cykloadici, která byla také po něm pojmenována.
Vzhledem ke zjištěné nestabilitě těchto sloučenin nebyl o jejich výzkum větší zájem. To se změnilo s objevem mědí katalyzovaných [3+2]-cykloadičních reakcí organoazidů s koncovými alkyny.
Azidy a alkyny jsou bioortogonální, tedy neinteragují s živými systémy, a zároveň mohou vstupovat do velmi rychlých a selektivních reakcí; tato vlastnost vedla k prudkému rozvoji jejich zkoumání.

## Příprava

Délky vazeb (v pikometrech) a vazebné úhly fenylazidu

Organoazidy se dají získat mnoha způsoby, nejčastěji z předem připravených činidel obsahujících azidové skupiny.

### Příprava alkylazidů

#### Odštěpením halogenidů
Jako pseudohalogenidy mohou azidy odštěpovat řadu různých odstupujících skupin, jako jsou Br−, I−, OTs− a sulfonáty, za vzniku azidosloučenin.
Zdrojem azidových iontů je nejčastěji azid sodný (NaN3), lze však použít i azid lithný (LiN3).

#### Z alkoholů
Alifatické alkoholy mohou vytvářet azidy prostřednictvím Micunobovy reakce s kyselinouazidovodíkovou. Z hydrazinů vznikají azidy reakcemi s dusitanem sodným: Alkoholy lze přeměnit na azidy pomocí 2-azido-1,3-dimethylimidazoliniumhexafluorofosfátu (ADMP) nebo Micunobovou reakcí s difenylfosforylazidem (DPPA).

#### Z epoxidů a aziridinů
K přípravám organoazidů z epoxidů a aziridinů se dají použít trimethylsilylazid (TMSN3) a tributylcínazid (Bu3SnN3); mohou přitom sloužit i na enantioselektivní syntézy.

#### Z aminů
Trifluormethansulfonylazid a imidazol-1-sulfonylazid reagují s aminy za tvorby odpovídajících azidů. Diazopřenos na aminy je možné provést prostřednictvím trifluormethansulfonylazidu TfN3 a tosylazidu (TsN3).

#### Hydroazidace
Hydroazidace alkenů jsou další možností přípravy organoazidů.

### Příprava arylazidů
Arylazidy se dají získat štěpením příslušných diazoniových solí azidem sodným nebo trimethylsilylazidem; také je možná nukleofilnní aromatická substituce, a to i s chloridy. Aniliny a aromatické hydraziny vstupují do diazotačních reakcí, podobně jako alkylaminy a alkylhydraziny.
PhNHNH2 + NaNO2 → PhN3

### Příprava acylazidů
Alkyl- nebo arylacylchloridy reagují s vodným roztokem azidu sodného za vzniku acyl azidů, ze kterých lze Curtiusovými přesmyky získat izokyanáty.

#### Duttovou–Wormallovou reakcí
Azidy je možné vytvořit také Duttovou–Wormallovo reakcí, kdy se nejprve přeměňuje diazoniová sůl působením sulfonamidu na diazoaminosulfinát a ten je poté hydrolyzován na azid a sulfinovou kyselinu.

## Reakce
Organoazidy mohou být zapojeny do několika druhů reakcí. Koncový dusík je mírně nukleofilní. Nukleofily s azidy reagují na dusíku Nγ,zatímco elektrofily Nα.
Azidy snadno odštěpují molekulární dusík, čehož se využívá například ve Staudingerových ligacích nebo Curtiusových přesmycích.
Azidy lze zredukovat na aminy hydrogenolýzou nebo fosfiny (například trifenylfosfinem) ve Staudingerových reakcích; ty umožňují i využití azidů jako chránicích skupin pro aminy, například v syntéze 1,1,1-tris(aminomethyl)ethanu:
3 H2 + CH3C(CH2N3)3 → CH3C(CH2NH2)3 + 3 N2
V azido-alkynových Huisgenových cykloadicích reagují organoazidy jako 1,3-dipóly, kdy s alkyny vytváří substituované 1,2,3-triazoly.
Na následujícím obrázku je znázorněno několik reakcí azidů. Jednou z nich je reakce s fosfiny vytvářející iminofosforany 22, které mohou být hydrolyzovány na primární aminy 23 ve Staudingerových reakcích, reagovat s karbonylovými sloučeninami na iminy 24 (což jsou aza-Wittigovy reakce), nebo vstupovat do jiných reakcí. Tepelným rozkladem azidů se tvoří nitreny, využitelné v mnoha reakcích; vinylazidy 19 dávají vzniknout 2H-azirinům 20.
Alkylazidy s nízkým obsahem dusíku ([nC + nO]/nN ≥ 3) jsou poměrně stálé a rozkládají se až pi teplotách nad asi 175 °C.
Přímým fotochemickým rozkladem alkylazidů vznikají téměř výhradně iminy. Azidová skupina přejde do singletového excitovaného stavu, který projde přesmykem bez účasti nitrenů. Přítomnost tripletových molekul ovšem může změnit mechanismus reakce a způsobit tvorbu tripletových nitrenů; tento jev byl pozorován přímo pomocí elektronové paramagnetické rezonance při −269 °C a zjištěn i u některých fotolýz.
Tripletový methylnitren je o 31 kJ/mol stabilnější než jako singlet a je tak nejpravděpodobnějším základním stavem.
(3+2)-cykloadice azidů na dvojné a trojné vazby jsou jedněmi z nejvíce využívaných cykloadicí, u dvojných vazeb vznikají triazoliny (například 17) a u trojných triazoly.
Nekatalyzovaná reakce probíhá soustředěným pericyklickým mechanismem, při kterém se konfigurace alkenu přenese na triazolinový produkt. Woodwardovo–Hoffmannovo označení je [π4s+π2s] a reakce je symetricky povolená. Jedná se o cykloadici druhého typu, což znamená, že dva HOMO a dva LUMO mají podobné energie, takže rychlost reakce mohou zvyšovat jak substituenty odtahující elektrony, tak ty, které elektrony dodávají. Rozpouštědlo na reakci nemá velký vliv, protože jak reaktanty, tak meziprodukt jsou nepolární.
Tosylazid reaguje s norbornadienem:

### Použití
Antivirotikum zidovudin obsahuje azidovou skupinu.

## Bezpečnost
Některé organoazidy jsou výbušné a/nebo toxické.